# 全日本ロボット相撲大会
全日本ロボット相撲大会（ぜんにほんロボットずもうたいかい）は、1989年（平成元年）より開催されている、富士ソフト株式会社主催のロボット競技/ロボット相撲の1つ。

## 概要
1989年はプレ大会（実験戦）であり、翌1990年の3月に第1回大会、同年12月に第2回大会が開催された。以降、毎年開催されている。相撲に見立てた競技であり、土俵上の2台のロボット間で相手のロボットを土俵外に押し出すことで勝敗を決める。相撲と違い、先に2回相手ロボットを押し出した側が勝者となる。競技は自立型とラジコン型の2種類がある。
2003年度（第15回）大会より、ロボットの規格を従来の3kg級から10kg級に移行が検討・発表されたが、継続を求める声が多く新たに10kg級が区分として設けられることとなった（10kg級は2006年度・第18回大会を持って終了、現在は3kg級のみ）。
ルール、ロボットの構成が比較的簡単であるため、技術系の大会（競技会）としては世界でも最大級の規模となっており、3,000台以上のロボットが参加する。また1998年（第10回）より海外遠征も実施されており、ロボット相撲はロボリンピックにおける競技にも取り入れられている。

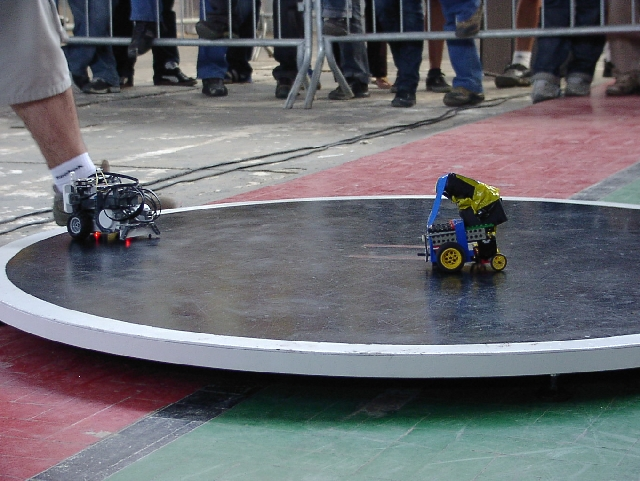
ロボット相撲

NHKの主催する高専ロボコン、大学ロボコンがそれぞれ高専、大学に所属する学生のみの参加であることと、高校の部が設けられていることから、工業高校の生徒が数多く出場するロボット競技の一つになっている。
2013年度（第25回）大会からは各国の予選を勝ちあがったチームが参加して世界大会が行われている。
2018年度(第30回)から中国大会、四国大会が統一され「中国四国大会」となった。

## ルール
ラジコン型は3秒タイマー
自立型はレディ信号の後にスタート信号を送り試合開始
ロボットは幅・奥行きがともに20cm以下で、かつ重量を3kg以下にしなければならない（後述の10kg級と区別するため以後、3kg級と呼称する場合あり）。一方、第13回大会（2001年9月〜2002年3月）から実験的に始まり、第15回大会（2003年9月〜2004年3月）で正式種目となった10kg級では幅・奥行きがともに30cm以下で、かつ重量を10kg以下にしなければならない（なお、10kg級は競技人口の少なさから2006年度に行われた本実施4回目をもって終了している）。
それぞれの級でラジコン型と自立型がある。ラジコン型は試合者がロボットを遠隔操作することができる。そのため、状況に応じた細かい操作が可能であるが、ロボットが早すぎたり、ロボットと向かい合った位置にいるときに操作が逆転してしまうなどの理由で自滅しやすい。自立型は試合開始時にスイッチを入れると、あとは停止信号を出す場合を除いて操作することができない。そのため、試合開始前にスイッチなどを用いてPICやH8などのマイコンに対してどのように動くかを命令する。なお、相手を押し出しても停止信号を出してロボットを遠隔操作により止めなければ反則負けとなる。これはロボットを止める際に事故が多発したためであり、第15回大会からルールに組み込まれた。また、同様の理由で第16回大会からはブレードと呼ばれるロボットの前面に装着する、相手の下を取るための刃物の交換を禁止している。
土俵は、3kg級では直径154cmの円形の冷間圧延鋼板（第12回大会までは硬質ゴム）、10kg級（現在は廃止）では直径227cmの円形の冷間圧延鋼板を使用する。それぞれの級において、土俵の円周の外側から内側に幅5cm、10cmの白色線で区画している。これは特に自立型において、ロボットが土俵のふちを検出できるようにするためである。
土俵の中心から10cm、15cmずつ離れた位置に幅2cm、長さ20cm、30cmの茶色の仕切り線が引かれており、試合開始時には仕切り線より手前にロボットをおく必要がある（実際の相撲のように仕切り線のすぐそばにいる必要はない）。
大会には両国国技館で行われる全国大会と、全国大会に進むための地区大会がある。大会には一般の部と高校生の部がある。一般の部は高校生を含め誰でも参加でき、また複数の地区大会に参加することができる。一方で高校生の部は地区大会の開催地域の高校生（全国工業高等学校長協会加盟校に限定）が出場できる。そのため、高校生は地元以外の地区大会にも一般の部で出場するのが一般的である。